# Haziq Kamaruddin
Haziq bin Kamaruddin (* 4. Juli 1993 in Johor Bahru; † 14. Mai 2021 in Kajang) war ein malaysischer Bogenschütze. 

## Karriere
Haziq Kamaruddin nahm an den Weltmeisterschaften 2011, 2013, 2015 und 2017 teil. 
Zudem vertrat er Malaysia bei den Olympischen Sommerspielen 2012 und 2016. Beide Male belegte er im Einzelwettkampf den 33. Platz und wurde beide Male mit der Mannschaft Neunter.
Bei den Asienspielen 2014 gewann Kamaruddin mit dem malaysischen Team die Silbermedaille. Zudem konnte er bei mehreren Südostasienspielen insgesamt vier Gold- und eine Silbermedaille gewinnen.
Kamaruddin studierte an der Universität Malaya. Am 14. Mai 2021 brach Kamaruddin zu Hause zusammen und verlor das Bewusstsein. Er starb im Alter von 27 Jahren.